# برایزاخ
شهر برایزاخ در ایالت بادن-وورتمبرگ در کشور آلمان واقع شده است.